# Camerata Picena
Camerata Picena es una localidad y comune italiana de la provincia de Ancona, región de las Marcas, con 2239 habitantes.

## Evolución demográfica
| Gráfica de evolución demográfica de Camerata Picena entre 1861 y 2001 |
|                                                                       |
| Fuente ISTAT - elaboración gráfica de Wikipedia                       |